# Pseudocherleria laricina
Pseudocherleria laricina là loài thực vật có hoa thuộc họ Cẩm chướng. Loài này được Carl Linnaeus mô tả khoa học đầu tiên năm 1753 dưới danh pháp Spergula laricina. Cho tới gần đây nó được coi là thuộc chi Minuartia với danh pháp Minuartia laricina.
Năm 2014 Markus S. Dillenberger và Joachim W. Kadereit nhận thấy chi Minuartia là đa ngành và tách nó ra như là loài điển hình của chi mới do các tác giả thiết lập là Pseudocherleria, với danh pháp tổ hợp mới là Pseudocherleria laricina.

## Mô tả
Cây thảo sống lâu năm, cao 10-30 cm. Các thân mọc thành vầng, bò sát mặt đất, phân nhiều nhánh; các nhánh mọc hướng lên, nhẵn nhụi hoặc có lông tơ. Lá không cuống, thảng-hình dùi, 0,8-1,5 cm × 0,5-1,5 mm, 1 gân, mép thưa lông rung, đỉnh nhọn thon. Cụm hoa hình xim. Cuống hoa 1-2 cm, có lông ngắn; lá bắc hình mác. Lá đài thuôn dài-hình mác, 4-5(-6) mm, 3 gân, mép có màng, đỉnh tù. Cánh hoa màu trắng, hình trứng ngược-thuôn dài, dài ~1,5 lần so với lá đài, đỉnh nguyên hoặc có khía. Chỉ nhị mở rộng dần dần. Quả nang gần thuôn dài-hình nón, 7-10 mm, khoảng 2 lần dài hơn lá đài, 3 mảnh vỏ. Hạt màu ánh nâu, hình cầu ép chặt, có sọc hơi nhăn; đường ráp với nốt sần dạng tua. Ra hoa tháng 7-8, tạo quả tháng 8-9.

## Phân bố
Loài bản địa Đông Siberia và Viễn Đông Nga (Amur, Chita, Khabarovsk, Primorsky, Sakhalin, Yakutia), Mông Cổ, bán đảo Triều Tiên, đông bắc Trung Quốc (Cát Lâm, Hắc Long Giang, Nội Mông). Môi trường sống là các khu rừng bạch dương, bìa rừng lá kim; ở cao độ 400-1.600 m.